# 石景山南站
石景山南站是丰沙铁路、京原铁路和一零一铁路上的一个火车站，常被简称为“石南”。该站位于北京市石景山区鲁谷街道衙门口南社区境内，邻近北京地铁14号线张仪村停车场，距离北京站25公里，沙城站96公里，原平站419公里。建于1955年。该站于2014年4月1日起停止办理客运业务，但仍有6437/6438次列車辦理職工通勤乘降。车站与北京丰台货运口岸联通。

## 图片
- 石景山南站北咽喉，可见西五环石丰桥
- 石景山南站南咽喉
- 丰沙线上行方向的货运列车（HXD2牵引）进入石景山南站
- 京原线上行方向的货运列车（HXN5牵引）
- 货运列车编组中的保温车通过石景山南站
- 4416次旅客列车加挂的BSP制RW25T软卧车通过石景山南站
- 石景山南站站房